# Список видов акул
Ниже представлен список ныне существующих видов акул — представителей надотряда Selachimorpha подкласса пластиножаберных класса хрящевых рыб. Впервые акулы появились около 400 млн лет назад, и сейчас представлены более чем 400 видами в восьми отрядах.

## Отряд:Carcharhiniformes—Кархаринообразные
Семейство: Carcharhinidae — Серые акулы
Род: Carcharhinus — Серые акулы
Вид: Carcharhinus acronotus — Черноносая серая акула
Вид: Carcharhinus albimarginatus — Белопёрая серая акула
Вид: Carcharhinus altimus
Вид: Carcharhinus amblyrhynchoides
Вид: Carcharhinus amblyrhynchos — Темнопёрая серая акула
Вид: Carcharhinus amboinensis
Вид: Carcharhinus borneensis — Борнеоская серая акула
Вид: Carcharhinus brachyurus — Узкозубая акула
Вид: Carcharhinus brevipinna — Короткопёрая серая акула
Вид: Carcharhinus cautus
Вид: Carcharhinus dussumieri — Коромандельская акула
Вид: Carcharhinus falciformis — Шёлковая акула
Вид: Carcharhinus fitzroyensis
Вид: Carcharhinus galapagensis — Галапагосская акула
Вид: Carcharhinus hemiodon — Индокитайская ночная акула
Вид: Carcharhinus isodon — Равнозубая серая акула
Вид: Carcharhinus leucas — Тупорылая акула
Вид: Carcharhinus leiodon
Вид: Carcharhinus limbatus — Чернопёрая акула
Вид: Carcharhinus longimanus — Длиннокрылая акула
Вид: Carcharhinus macloti — Индийская ночная акула
Вид: Carcharhinus macrops
Вид: Carcharhinus melanopterus — Мальгашская ночная акула
Вид: Carcharhinus obscurus — Тёмная акула
Вид: Carcharhinus perezii
Вид: Carcharhinus plumbeus — Серо-голубая акула
Вид: Carcharhinus porosus
Вид: Carcharhinus sealei — Серая акула Сейла
Вид: Carcharhinus signatus — Кубинская ночная акула
Вид: Carcharhinus sorrah
Вид: Carcharhinus tilstoni
Вид: Carcharhinus tjutjot — Индонезийская китовая акула
Род: Galeocerdo — Тигровые акулы
Вид: Galeocerdo cuvier — Тигровая акула
Род: Glyphis — Пресноводные серые акулы
Вид: Glyphis fowlerae — Борнейская речная акула
Вид: Glyphis gangeticus — Гангская акула, или азиатская серая акула, или индийская речная
Вид: Glyphis garricki
Вид: Glyphis glyphis — Обыкновенная серая акула
Вид:Glyphis siamensis
Род: Isogomphodon — Остроносые акулы
Вид: Isogomphodon oxyrhynchus — Остроносая акула
Род: Lamiopsis — Широкопёрые акулы
Вид: Lamiopsis temminckii — Широкопёрая акула
Вид: Lamiopsis tephrodes (Borneo broadfin shark)
Род: Loxodon — Щелеглазые серые акулы
Вид: Loxodon macrorhinus — Щелеглазая серая акула
Род: Nasolamia — Белоносые акулы
Вид: Nasolamia velox — Панамская белоносая акула
Род: Negaprion — Острозубые акулы
Вид: Negaprion acutidens — Мадагаскарская острозубая акула
Вид: Negaprion brevirostris — Лимонная акула
Род: Prionace Cantor — Синие акулы
Вид: Prionace glauca — Синяя акула, или голубая акула, или мокой
Род: Rhizoprionodon — Длиннорылые акулы
Вид: Rhizoprionodon acutus — Остроносая длиннорылая акула
Вид: Rhizoprionodon lalandii — Бразильская длиннорылая акула
Вид: Rhizoprionodon longurio — Панамская длиннорылая акула
Вид: Rhizoprionodon oligolinx — Серая длиннорылая акула
Вид: Rhizoprionodon porosus — Карибская длиннорылая акула
Вид: Rhizoprionodon taylori — Австралийская длиннорылая акула
Вид: Rhizoprionodon terraenovae — Американская длиннорылая акула
Род: Scoliodon — Желтые остроносые акулы
Вид: Scoliodon laticaudus — Жёлтая остроносая акула
Род: Triaenodon — Рифовые акулы
Вид: Triaenodon obesus — Рифовая акула
Семейство: Hemigaleidae — Большеглазые акулы
Род: Chaenogaleus — Крючкозубые большеглазые акулы
Вид: Chaenogaleus macrostoma — Крючкозубая большеглазая акула, или индоокеанская большеглазая акула, или малайская большеглазая акула
Род: Hemigaleus — Большеглазые акулы
Вид: Hemigaleus australiensis
Вид: Hemigaleus microstoma — индо-малайская большеглазая акула
Род: Hemipristis — Индийские серые акулы
Вид: Hemipristis elongatus — индийская серая акула
Род: Paragaleus — Полосатые акулы
Вид: Paragaleus leucolomatus
Вид: Paragaleus pectoralis — Атлантическая полосатая акула, или жёлтополосая акула
Вид: Paragaleus randalli
Вид: Paragaleus tengi — Китайская полосатая акула
Семейство: Leptochariidae — Усатые собачьи акулы
Род: Leptocharias — Усатые собачьи акулы
Вид: Leptocharias smithii — Усатая собачья акула
Семейство: Proscylliidae — Полосатые кошачьи акулы
Род: Ctenacis — Акулы-арлекины
Вид: Ctenacis fehlmanni — Сомалийская акула-арлекин
Род: Eridacnis — Ленточные акулы
Вид: Eridacnis barbouri — Кубинская ленточная акула, или кубинская тройнозубая акула, или карликовая острозубая акула
Вид: Eridacnis radcliffei — Индийская ленточная акула
Вид: Eridacnis sinuans — Южноафриканская ленточная акула
Род: Proscyllium — Полосатые кошачьи акулы
Вид: Proscyllium habereri — Полосатая кошачья акула
Вид: Proscyllium magnificum
Вид: Proscyllium venustum
Семейство: Pseudotriakidae — Ложнокуньи акулы
Род: Gollum — Новозеландские тройнозубые акулы
Вид: Gollum attenuatus
Вид: Gollum suluensis
Вид: Gollum sp. B (не описан)
Род: Planonasus
Вид: Planonasus parini
Род: Pseudotriakis — Мелкозубые акулы
Вид: Pseudotriakis microdon — Мелкозубые акулы
Семейство: Scyliorhinidae — Кошачьи акулы
Род: Apristurus — Чёрные кошачьи акулы
Вид: Apristurus albisoma
Вид: Apristurus ampliceps
Вид: Apristurus aphyodes
Вид: Apristurus australis
Вид: Apristurus brunneus — Коричневая кошачья акула
Вид: Apristurus bucephalus
Вид: Apristurus canutus — Антильская чёрная кошачья акула
Вид: Apristurus exsanguis
Вид: Apristurus fedorovi
Вид: Apristurus garricki
Вид: Apristurus gibbosus
Вид: Apristurus herklotsi — Филиппинская чёрная кошачья акула
Вид: Apristurus indicus — Индийская чёрная кошачья акула
Вид: Apristurus internatus
Вид: Apristurus investigatoris
Вид: Apristurus japonicus — Японская чёрная кошачья акула
Вид: Apristurus kampae — Калифорнийская чёрная кошачья акула
Вид: Apristurus laurussonii — Исландская чёрная кошачья акула
Вид: Apristurus longicephalus — Большеголовая чёрная кошачья акула
Вид: Apristurus macrorhynchus — Длиннорылая чёрная кошачья акула
Вид: Apristurus macrostomus
Вид: Apristurus manis — Призрачная чёрная кошачья акула
Вид: Apristurus melanoasper
Вид: Apristurus microps — Малоглазая чёрная кошачья акула
Вид: Apristurus micropterygeus
Вид: Apristurus nakayai
Вид: Apristurus nasutus — Носатая чёрная кошачья акула
Вид: Apristurus parvipinnis — Короткоплавниковая чёрная кошачья акула
Вид: Apristurus pinguis
Вид: Apristurus platyrhynchus — Плоскоголовая чёрная кошачья акула
Вид: Apristurus profundorum — Горбатая акула, или Глубоководная кошачья акула
Вид: Apristurus riveri — Кубинская чёрная кошачья акула
Вид: Apristurus saldanha — Южноафриканская чёрная кошачья акула
Вид: Apristurus sibogae — Макассарская чёрная кошачья акула
Вид: Apristurus sinensis — Китайская чёрная кошачья акула
Вид: Apristurus spongiceps — Губчатая чёрная кошачья акула
Вид: Apristurus stenseni — Панамская чёрная кошачья акула
Род: Asymbolus — Австралийские пятнистые кошачьи акулы
Вид: Asymbolus analis — Австралийская пятнистая кошачья акула
Вид: Asymbolus funebris
Вид: Asymbolus galacticus
Вид: Asymbolus occiduus
Вид: Asymbolus pallidus
Вид: Asymbolus parvus
Вид: Asymbolus rubiginosus
Вид: Asymbolus submaculatus
Вид: Asymbolus vincenti — Тасманийская пятнистая кошачья акула
Род: Atelomycterus — Коралловые кошачьи акулы
Вид: Atelomycterus baliensis
Вид: Atelomycterus fasciatus
Вид: Atelomycterus macleayi — Австралийская коралловая кошачья акула
Вид: Atelomycterus marmoratus — Индийская коралловая кошачья акула
Вид: Atelomycterus marnkalha
Род: Aulohalaelurus — Губастые кошачьи акулы
Вид: Aulohalaelurus kanakorum
Вид: Aulohalaelurus labiosus — Чёрнопятнистая кошачья акула, или Губастая кошачья акула
Род: Cephaloscyllium — Головастые акулы
Вид: Cephaloscyllium albipinnum
Вид: Cephaloscyllium circulopullum
Вид: Cephaloscyllium cooki
Вид: Cephaloscyllium fasciatum — Полосатая головастая акула
Вид: Cephaloscyllium hiscosellum
Вид: Cephaloscyllium isabellum — Кошачьеголовая акула, или Шашечная акула, или Японская головастая акула
Вид: Cephaloscyllium laticeps — Австралийская головастая акула
Вид: Cephaloscyllium maculatum
Вид: Cephaloscyllium pardelotum
Вид: Cephaloscyllium pictum
Вид: Cephaloscyllium sarawakensis
Вид: Cephaloscyllium signourum
Вид: Cephaloscyllium silasi — Индийская головастая акула
Вид: Cephaloscyllium speccum
Вид: Cephaloscyllium stevensi
Вид: Cephaloscyllium sufflans — Надувающаяся головастая акула
Вид: Cephaloscyllium umbratile
Вид: Cephaloscyllium variegatum
Вид: Cephaloscyllium ventriosum — Калифорнийская раздувающаяся акула, или Калифорнийская кошачьеголовая акула
Вид: Cephaloscyllium zebrum
Род: Cephalurus — Большеголовые акулы
Вид: Cephalurus cephalus — Калифорнийская большеголовая акула
Род: Galeus — Пилохвосты
Вид: Galeus antillensis
Вид: Galeus arae — Антильский пилохвост
Вид: Galeus atlanticus
Вид: Galeus cadenati
Вид: Galeus eastmani — Китайский пилохвост
Вид: Galeus gracilis
Вид: Galeus longirostris
Вид: Galeus melastomus — Испанская акула-пилохвост, или Черноротая акула
Вид: Galeus mincaronei
Вид: Galeus murinus — Исландский пилохвост
Вид: Galeus nipponensis — Японский пилохвост
Вид: Galeus piperatus — Калифорнийский пилохвост
Вид: Galeus polli — Африканский пилохвост
Вид: Galeus priapus
Вид: Galeus sauteri — Тайваньский пилохвост
Вид: Galeus schultzi — Филиппинский пилохвост
Вид: Galeus springeri
Род: Halaelurus — Пятнистые акулы
Вид: Halaelurus boesemani — Веснушчатая акула
Вид: Halaelurus buergeri  — Японская пятнистая акула, или кошачья акула Бюргера
Вид: Halaelurus lineatus — Полосатая пятнистая акула 
Вид: Halaelurus maculosus
Вид:  Halaelurus natalensis — Тигровая пятнистая акула
Вид: Halaelurus quagga — Пятнистая акула-квагга
Вид: Halaelurus sellus
Род: Haploblepharus — Южноафриканские кошачьи акулы
Вид: Haploblepharus edwardsii — Гадюковая южноафриканская кошачья акула
Вид: Haploblepharus fuscus — Коричневая южноафриканская кошачья акула
Вид: Haploblepharus kistnasamyi
Вид: Haploblepharus pictus — Намибийская кошачья акула
Род: Holohalaelurus — Африканские пятнистые акулы
Вид: Holohalaelurus favus
Вид: Holohalaelurus grennian
Вид: Holohalaelurus melanostigma
Вид: Holohalaelurus punctatus — Африканская пятнистая акула
Вид: Holohalaelurus regani — Пятнистая акула Ригана
Род: Parmaturus — Кошачьи акулы-парматурусы
Вид: Parmaturus albimarginatus
Вид: Parmaturus albipenis
Вид: Parmaturus bigus
Вид: Parmaturus campechiensis — Юкатанская кошачья акула-парматурус
Вид: Parmaturus lanatus
Вид: Parmaturus macmillani
Вид: Parmaturus melanobranchus — Южнокитайская кошачья акула-парматурус
Вид: Parmaturus pilosus — Японская кошачья акула-парматурус
Вид: Parmaturus xaniurus — Калифорнийская кошачья акула-парматурус
Род: Pentanchus — Одноплавниковые кошачьи акулы
Вид: Pentanchus profundicolus — Одноплавниковая кошачья акула
Род: Poroderma — Усатые кошачьи акулы
Вид: Poroderma africanum — Полосатая усатая кошачья акула, или полосатая африканская кошачья акула
Вид: Poroderma pantherinum — Леопардовая усатая кошачья акула
Род: Schroederichthys — Пятнистые кошачьи акулы
Вид: Schroederichthys bivius — Узкоротая кошачья акула
Вид: Schroederichthys chilensis — Чилийская пятнистая кошачья акула, или чилийская кошачья акула
Вид: Schroederichthys maculatus — Пятнистая кошачья акула
Вид: Schroederichthys saurisqualus
Вид: Schroederichthys tenuis — Тонкая кошачья акула
Род: Scyliorhinus — Кошачьи акулы
Вид: Scyliorhinus besnardi — Уругвайская кошачья акула
Вид: Scyliorhinus boa — Карибская кошачья акула
Вид: Scyliorhinus canicula, или Обыкновенная кошачья акула, или мелкопятнистая кошачья акула, или европейская кошачья акула, или морской пёс
Вид: Scyliorhinus capensis — Южноафриканская кошачья акула, или жёлтопятнистая кошачья акула
Вид: Scyliorhinus cervigoni — Западноафриканская кошачья акула
Вид: Scyliorhinus  comoroensis
Вид: Scyliorhinus garmani — Коричневопятнистая кошачья акула
Вид: Scyliorhinus haeckelii — Бразильская кошачья акула
Вид: Scyliorhinus hesperius — Центральноамериканская кошачья акула
Вид: Scyliorhinus meadi — Багамская кошачья акула
Вид: Scyliorhinus  retifer — Акула-кошка, или сетчатый морской пёс, или мексиканская кошачья акула
Вид: Scyliorhinus stellaris — Звёздчатая кошачья акула, или крупнопятнистая кошачья акула, или звёздчатый морской пёс
Вид: Scyliorhinus tokubee
Вид: Scyliorhinus torazame — Японская кошачья акула
Вид: Scyliorhinus  torrei — Кубинская кошачья акула, или флоридская кошачья акула
Семейство: Sphyrnidae — Молотоголовые акулы
Род: Eusphyra — Большеголовые молот-рыбы
Вид: Eusphyra blochii — Круглоголовая молот-рыба
Род: Sphyrna — Молот-рыбы, или акулы-молоты
Вид: Sphyrna corona — Круглоголовая молот-рыба
Вид: Sphyrna couardi — Западноафриканская молот-рыба
Вид: Sphyrna lewini — Бронзовая молот-рыба
Вид: Sphyrna media — Панамо-карибская молот-рыба
Вид: Sphyrna mokarran — Гигантская акула-молот
Вид: Sphyrna tiburo — Малоголовая молот-рыба, или акула-лопата
Вид: Sphyrna tudes — Малоглазая гигантская акула-молот
Вид: Sphyrna zygaena — Обыкновенная акула-молот, или акула-молот
Семейство: Triakidae — Куньи акулы
Род: Furgaleus — Усатые куньи акулы
Вид: Furgaleus macki — Усатая кунья акула
Род: Galeorhinus — Суповые акулы
Вид: Galeorhinus galeus — Суповая акула
Род: Gogolia — Гоголии
Вид: Gogolia filewoodi — Гоголия
Род: Hemitriakis — Суповые акулы
Вид: Hemitriakis abdita
Вид: Hemitriakis complicofasciata
Вид: Hemitriakis falcata
Вид: Hemitriakis indroyonoi
Вид: Hemitriakis japanica — Японская суповая акула
Вид: Hemitriakis leucoperiptera — Филиппинская суповая акула
Род: Hypogaleus
Вид: Hypogaleus hyugaensis
Род: Iago — Яго
Вид: Iago garricki — яго Гаррика
Вид: Iago omanensis — оманский яго, или большеглазый яго
Вид: Iago Sp.A
Род: Mustelus — Обыкновенные куньи акулы
Вид: Mustelus albipinnis
Вид: Mustelus antarcticus — Австралийская кунья акула
Вид: Mustelus asterias — Звёздчатая кунья акула
Вид: Mustelus californicus  — Калифорнийская кунья акула, или серая кунья акула
Вид: Mustelus canis — Американская кунья акула, или американская собачья акула 
Вид: Mustelus dorsalis — Перуанская кунья акула
Вид: Mustelus fasciatus — Полосатая кунья акула
Вид: Mustelus griseus
Вид: Mustelus henlei — Коричневая кунья акула
Вид: Mustelus higmani
Вид: Mustelus lenticulatus — Новозеландская кунья акула
Вид: Mustelus lunulatus
Вид: Mustelus manazo — Азиатская кунья акула, или японская кунья акула
Вид: Mustelus mangalorensis
Вид: Mustelus mento — Чилийская кунья акула
Вид: Mustelus minicanis
Вид: Mustelus mosis
Вид: Mustelus mustelus — Европейская кунья акула, или обыкновенная акула-собака
Вид: Mustelus norrisi — Флоридская кунья акула
Вид: Mustelus palumbes — Капская кунья акула
Вид: Mustelus punctulatus — Средиземноморская кунья акула
Вид: Mustelus ravidus
Вид: Mustelus schmitti
Вид: Mustelus sinusmexicanus
Вид: Mustelus stevensi
Вид: Mustelus walkeri
Вид: Mustelus whitneyi
Вид: Mustelus widodoi
Род: Scylliogaleus — Вислоносые акулы
Вид: Scylliogaleus quecketti — Вислоносая акула
Род: Triakis — Тройнозубые акулы, или акулы-тройнозубки
Вид: Triakis acutipinna — Эквадорская тройнозубая акула
Вид: Triakis maculata — Перуанская тройнозубая акула, или пятнистая тройнозубая акула
Вид: Triakis megalopterus — Капская тройнозубая акула
Вид: Triakis scyllium — Полосатая тройнозубая акула, или острозубая кунья акула
Вид: Triakis semifasciata — Калифорнийская тройнозубая акула, или пятнистая острозубая акула

## Отряд:Heterodontiformes—Разнозубообразные
Семейство: Heterodontidae — Разнозубые акулы, или бычьи акулы, или рогатые акулы
Род: Heterodontus — Бычьи акулы, или разнозубые акулы, или рогатые акулы
Вид: Heterodontus francisci — Калифорнийская бычья акула
Вид: Heterodontus galeatus — Шлемовидная бычья акула
Вид: Heterodontus japonicus — Японская бычья акула
Вид: Heterodontus mexicanus — Мексиканская бычья акула
Вид: Heterodontus omanensis
Вид: Heterodontus portusjacksoni — Австралийская бычья акула, или австралийская рогатая акула
Вид: Heterodontus quoyi — Перуанская бычья акула
Вид: Heterodontus ramalheira — Мозамбикская бычья акула
Вид: Heterodontus zebra — Зебровидная бычья акула, или китайская бычья акула, или узкополосая бычья акула

## Отряд:Hexanchiformes—Многожаберникообразные
Семейство: Chlamydoselachidae — Плащеносные акулы
Род: Chlamydoselachus — Плащеносные акулы, или плащеносцы
Вид: Chlamydoselachus africana
Вид: Chlamydoselachus anguineus — Плащеносная акула
Семейство: Hexanchidae — Многожаберные акулы, или гребнезубые акулы
Род: Heptranchias — Семижаберные акулы, или семижаберники
Вид: Heptranchias perlo — Пепельная семижаберная акула
Род: Hexanchus — Шестижаберные акулы, или шестижаберники
Вид: Hexanchus griseus — Шестижаберная акула, или серая шестижаберная акула, или шестижаберник, или серый шестижаберник
Вид: Hexanchus nakamurai — Большеглазая шестижаберная акула
Род: Notorynchus — Плоскоголовые акулы, или плоскоголовые многожаберники
Вид: Notorynchus cepedianus — Плоскоголовая семижаберная акула
Род: Leptocharias — Усатые собачьи акулы
Вид: Leptocharias smithii — Усатая собачья акула

## Отряд:Lamniformes—Ламнообразные
Семейство: Alopiidae — Лисьи акулы
Род: Alopias — Лисьи акулы, или Морские лисицы
Вид: Alopias pelagicus — Пелагическая лисья акула, или пелагическая морская лисица
Вид: Alopias superciliosus — Большеглазая лисья акула, или большеглазая морская лисица
Вид: Alopias vulpinus — Лисья акула, или морская лисица
Семейство: Cetorhinidae — Гигантские акулы
Род: Cetorhinus — Гигантская акула
Вид: Cetorhinus maximus — Гигантская акула, или исполинская акула
Семейство: Lamnidae — Ламновые акулы, или сельдевые акулы
Род: Carcharodon — Акулы-людоеды, или белые акулы
Вид: Carcharodon carcharias — Белая акула, или кархародон
Род: Isurus — Акулы-мако, или серо-голубые акулы
Вид: Isurus oxyrinchus — Акула-мако, или чернорылая акула, или макрелевая акула, или серо-голубая сельдевая акула
Вид: Isurus paucus — Длинноплавниковый мако
Род: Lamna — Сельдевые акулы
Вид: Lamna ditropis — Тихоокеанская сельдевая акула, или северотихоокеанская акула, или лососёвая акула
Вид: Lamna nasus — Атлантическая сельдевая акула, или ламна
Семейство: Megachasmidae — Большеротые акулы
Род: Megachasma — Большеротые акулы
Вид: Megachasma pelagios — Пелагическая большеротая акула
Семейство: Mitsukurinidae — Скапаноринховые, или  акулы-домовые
Род: Mitsukurina — Скапаноринхи, или акулы-домовые
Вид: Mitsukurina owstoni — Акула-домовой, или скапаноринх
Семейство: Odontaspididae — Песчаные акулы
Род: Eugomphodus — Тигровые песчаные акулы
Вид: Carcharias taurus — Обыкновенная песчаная акула
Вид: Carcharias tricuspidatus — Индоокеанская песчаная акула
Род: Odontaspis — Песчаные акулы
Вид: Odontaspis ferox — Острозубая песчаная акула
Вид: Odontaspis noronhai — Большеглазая песчаная акула
Семейство: Pseudocarchariidae — Ложнопесчаные акулы
Род: Pseudocarcharias — Ложнопесчаные акулы
Вид: Pseudocarcharias kamoharai — Ложнопесчаная акула

## Отряд:Orectolobiformes—Воббегонгообразные
Семейство: Brachaeluridae — Шорные акулы
Род: Brachaelurus — Пятнистые шорные акулы
Вид: Brachaelurus waddi — Пятнистая шорная акула
Род: Heteroscyllium — Серо-голубые шорные акулы
Вид: Heteroscyllium colcloughi — Серо-голубая шорная акула
Семейство: Ginglymostomatidae — Усатые акулы
Род: Ginglymostoma — Акулы-няньки
Вид: Ginglymostoma cirratum — Усатая акула-нянька
Род: Nebrius — (Акулы-)небрии
Вид: Nebrius ferrugineus — небрия
Род: Pseudoginglymostoma
Вид: Pseudoginglymostoma brevicaudatum
Семейство: Hemiscylliidae — Азиатские кошачьи акулы
Род: Chiloscyllium — Азиатские кошачьи акулы, или акулы-кошки
Вид: Chiloscyllium arabicum
Вид: Chiloscyllium burmensis
Вид: Chiloscyllium caerulopunctatum
Вид: Chiloscyllium griseum
Вид: Chiloscyllium hasseltii
Вид: Chiloscyllium plagiosum — Бамбуковая акула
Вид: Chiloscyllium punctatum
Род: Hemiscyllium — Индо-австралийские кошачьи акулы
Вид: Hemiscyllium freycineti
Вид: Hemiscyllium galei
Вид: Hemiscyllium hallstromi
Вид: Hemiscyllium henryi
Вид: Hemiscyllium michaeli
Вид: Hemiscyllium ocellatum
Вид: Hemiscyllium strahani
Вид: Hemiscyllium trispeculare
Семейство: Orectolobidae — Ковровые акулы, или воббегонговые
Род: Eucrossorhinus — Бородатые воббегонги
Вид: Eucrossorhinus dasypogon — Бородатый воббегонг
Род: Orectolobus — Ковровые акулы
Вид: Orectolobus floridus
Вид: Orectolobus halei
Вид: Orectolobus hutchinsi
Вид: Orectolobus japonicus — Японская бородатая акула, или японская ковровая акула, или японская ковровка
Вид: Orectolobus leptolineatus
Вид: Orectolobus maculatus — Пятнистый воббегонг, или австралийская ковровая акула
Вид: Orectolobus ornatus — Украшенный воббегонг
Вид: Orectolobus parvimaculatus
Вид: Orectolobus reticulatus
Вид: Orectolobus wardi — Североавстралийский воббегонг
Род: Sutorectus — Бугристые ковровые акулы
Вид: Sutorectus tentaculatus — Бугристая ковровая акула
Семейство: Parascylliidae — Воротниковые акулы
Род: Cirrhoscyllium — Шарфовая акула
Вид: Cirrhoscyllium expolitum — Филиппинская шарфовая акула
Вид: Cirrhoscyllium formosanum — Тайваньская шарфовая акула
Вид: Cirrhoscyllium japonicum — Японская шарфовая акула
Род: Parascyllium — Воротниковая акула
Вид: Parascyllium collare — Поперечнополосатая воротниковая акула
Вид: Parascyllium elongatum
Вид: Parascyllium ferrugineum — Ржавая воротниковая акула
Вид: Parascyllium sparsimaculatum
Вид: Parascyllium variolatum — Изменчивая воротниковая акула
Семейство: Rhiniodontidae — Китовые акулы
Род: Rhiniodon — Китовые акулы
Вид: Rhincodon typus — Китовая акула
Семейство: Stegostomatidae — Зебровые акулы, или акулы-зебры
Род: Stegostoma — Зебровые акулы, или акулы-зебры
Вид: Stegostoma fasciatum — Зебровая акула, или акула-зебра

## Отряд:Pristiophoriformes—Пилоносообразные
Семейство: Pristiophoridae — Пилоносые акулы
Род: Pliotrema — Пилоносые акулы
Вид: Pliotrema warreni — Пилоносая акула
Род: Pristiophorus — Пилоносы
Вид: Pristiophorus cirratus — Южный пилонос
Вид: Pristiophorus japonicus — Японский пилонос
Вид: Pristiophorus nudipinnis — Австралийский пилонос
Вид: Pristiophorus schroederi — Багамский пилонос
Вид: Pristiophorus delicatus
Вид: Pristiophorus peroniensis

## Отряд:Squaliformes—Катранообразные
Семейство: Echinorhinidae — Звездчатошипые акулы, или бляшкошипые акулы
Род: Echinorhinus — Бляшкошипые акулы
Вид: Echinorhinus brucus — Бляшкошипая акула, или звездчатошипая акула, или акула-аллигатор, или акула-крокодил
Вид: Echinorhinus cookei — Тихоокеанская бляшкошипая акула
Семейство: Oxynotidae — Трёхгранные акулы, или центриновые
Род: Oxynotus — Трёхгранные акулы, или центрины
Вид: Oxynotus bruniensis — Австралийская центрина
Вид: Oxynotus caribbaeus — Карибская центрина
Вид: Oxynotus centrina — Обыкновенная центрина, или акула-свинья
Вид: Oxynotus japonicus
Вид: Oxynotus paradoxus
Семейство: Squalidae — Катрановые акулы, или колючие акулы, или пряморотые акулы
Род: Cirrhigaleus — Усатые колючие акулы
Вид: Cirrhigaleus asper
Вид: Cirrhigaleus australis
Вид: Cirrhigaleus barbifer — Усатая колючая акула
Род: Squalus — Колючие акулы, или катраны
Вид: Squalus acanthias — Пятнистая (короткопёрая, тупорылая) колючая акула, или обыкновенный (песочный, южный, патагонский) катран, или ноготница
Вид: Squalus acutirostris
Вид: Squalus albifrons
Вид: Squalus altipinnis
Вид: Squalus blainville — Длинношипая (малая) колючая акула, или акула-катран
Вид: Squalus brevirostris
Вид: Squalus bucephalus
Вид: Squalus chloroculus
Вид: Squalus crassispinus
Вид: Squalus cubensis — Кубинская колючая акула, или кубинская колючепёрая акула
Вид: Squalus edmundsi
Вид: Squalus formosus
Вид: Squalus grahami
Вид: Squalus griffini
Вид: Squalus hemipinnis
Вид: Squalus japonicus — Японский катран
Вид: Squalus lalannei
Вид: Squalus megalops — Коротконосый катран
Вид: Squalus melanurus — Темнохвостый катран
Вид: Squalus mitsukurii — Колючая акула Мицукури
Вид: Squalus montalbani
Вид: Squalus nasutus
Вид: Squalus notocaudatus
Вид: Squalus rancureli — Вануатский катран
Вид: Squalus raoulensis
Вид: Squalus suckleyi
Семейство: Centrophoridae — Короткошипые акулы, или игольчатые акулы
Род: Centrophorus — Короткошипые акулы
Вид: Centrophorus acus  — Длинная короткошипая акула
Вид: Centrophorus atromarginatus
Вид: Centrophorus granulosus — Бурая короткошипая акула
Вид: Centrophorus harrissoni — Австралийская короткошипая акула
Вид: Centrophorus isodon
Вид: Centrophorus lusitanicus — Португальская короткошипая акула
Вид: Centrophorus moluccensis — Малоплавниковая короткошипая акула
Вид: Centrophorus niaukang
Вид: Centrophorus robustus
Вид: Centrophorus seychellorum
Вид: Centrophorus squamosus — Серая короткошипая акула
Вид: Centrophorus tessellatus
Вид: Centrophorus westraliensis
Вид: Centrophorus zeehaani
Вид: Centrophorus sp. A
Вид: Centrophorus sp. B
Род: Deania — Деании, или длиннорылые колючие акулы
Вид: Deania calcea — Длиннорылая колючая акула
Вид: Deania hystricosa — Колючая деания
Вид: Deania profundorum, или Глубоководная деания, или южноафриканская колючая акула
Вид: Deania quadrispinosum — Длиннорылая деания
Семейство: Dalatiidae — Далатиевые, или Пряморотые акулы
Род: Dalatias — Далатии, или Пряморотые акулы
Вид: Dalatias licha — Чёрная акула, или далатия, или американская пряморотая акула
Род: Euprotomicroides — Светлохвостые акулы
Вид: Euprotomicroides zantedeschia — Светлохвостая акула
Род: Euprotomicrus — Карликовые акулки
Вид: Euprotomicrus bispinatus — Карликовая акулка
Род: Heteroscymnoides — Карликовые колючие акулы
Вид: Heteroscymnoides marleyi — Длинноносая карликовая колючая акула
Род: Isistius — Светящиеся акулы
Вид: Isistius brasiliensis — Бразильская светящаяся акула
Вид: Isistius labialis
Вид: Isistius plutodus
Род: Mollisquama — Маллисквамы
Вид: Mollisquama parini — Маллисквама
Род: Squaliolus — Карликовые колючие акулки
Вид: Squaliolus aliae
Вид: Squaliolus laticaudus — Карликовая колючая акулка
Семейство: Etmopteridae — Фонарные акулы, или светящееся акулы
Род: Aculeola — Акулеолы
Вид: Aculeola nigra — Чёрная акулеола
Род: Centroscyllium — Черные собачьи акулы
Вид: Centroscyllium excelsum
Вид: Centroscyllium fabricii — Чёрная собачья акула Фабрициуса
Вид: Centroscyllium granulatum
Вид: Centroscyllium kamoharai — Чёрная собачья акула Камохары
Вид: Centroscyllium nigrum — Чёрная собачья акула
Вид: Centroscyllium ornatum
Вид: Centroscyllium ritteri — Белопёрая собачья акула
Род: Etmopterus — Чёрные акулы, или колючие акулы
Вид: Etmopterus baxteri — Новозеландская чёрная акула
Вид: Etmopterus bigelowi
Вид: Etmopterus brachyurus — Короткохвостая чёрная акула
Вид: Etmopterus bullisi — Полосатая колючая акула
Вид: Etmopterus burgessi
Вид: Etmopterus carteri
Вид: Etmopterus caudistigmus
Вид: Etmopterus compagnoi
Вид: Etmopterus decacuspidatus — Гребнезубая чёрная акула
Вид: Etmopterus dianthus
Вид: Etmopterus dislineatus
Вид: Etmopterus evansi
Вид: Etmopterus fusus
Вид: Etmopterus gracilispinis — Широкополосая чёрная акула
Вид: Etmopterus granulosus
Вид: Etmopterus hillianus
Вид: Etmopterus joungi
Вид: Etmopterus litvinovi
Вид: Etmopterus lucifer — Светящаяся чёрная акула
Вид: Etmopterus molleri
Вид: Etmopterus perryi
Вид: Etmopterus polli — Африканская чёрная акула
Вид: Etmopterus princeps — Большая чёрная акула
Вид: Etmopterus pseudosqualiolus
Вид: Etmopterus pusillus — Воронья акула
Вид: Etmopterus pycnolepis
Вид: Etmopterus robinsi
Вид: Etmopterus schultzi
Вид: Etmopterus sculptus
Вид: Etmopterus sentosus — Рогатая чёрная акула
Вид: Etmopterus spinax — Ночная акула, или Чёрная колючая акула
Вид: Etmopterus splendidus
Вид: Etmopterus tasmaniensis — Тасманийский этмоптерус
Вид: Etmopterus unicolor
Вид: Etmopterus viator
Вид: Etmopterus villosus — Гавайская чёрная акула, или гавайская колючая акула
Вид: Etmopterus virens — Зелёная колючая акула
Род: Miroscyllium
Вид: Miroscyllium sheikoi
Род: Trigonognathus
Вид: Trigonognathus kabeyai
Семейство: Somniosidae — Малоротые акулы, или пряморотые акулы
Род: Centroscymnus — Белоглазые акулы
Вид: Centroscymnus coelolepis — Белоглазая колючая акула, или португальская акула
Вид: Centroscymnus cryptacanthus — Коротконосая белоглазая акула
Вид: Centroscymnus owstoni — Белоглазая акула Оустона
Род: Centroselachus
Вид: Centroselachus crepidater
Род: Proscymnodon
Вид: Proscymnodon macracanthus
Вид: Proscymnodon plunketi
Род: Scymnodalatias — Сцимнодалатии
Вид: Scymnodalatias albicauda — Белохвостая сцимнодалатия
Вид: Scymnodalatias garricki
Вид: Scymnodalatias oligodon
Вид: Scymnodalatias sherwoodi — Колючая акула Шервуда, или сцимнодалатия Шервуда
Род: Scymnodon — Вельветовые колючие акулы
Вид: Scymnodon obscurus — Малозубая колючая акула
Вид: Scymnodon ringens — Острозубая колючая акула
Род: Somniosus — Полярные акулы
Вид: Somniosus longus
Вид: Somniosus rostratus — Длиннорылая полярная акула
Вид: Somniosus antarcticus — Антарктическая полярная акула
Вид: Somniosus microcephalus — Гренландская полярная акула, или малоголовая полярная акула, или атлантическая полярная акула
Вид: Somniosus pacificus — Тихоокеанская полярная акула, или северотихоокеанская полярная акула
Род: Zameus
Вид: Zameus ichiharai
Вид: Zameus squamulosus

## Отряд:Squatiniformes—Скватинообразные
Семейство: Squatinidae — Скватиновые, или плоскотелые акулы, или морские ангелы
Род: Squatina — Плоскотелые акулы, или скватины, или морские ангелы
Вид: Squatina aculeata — Обыкновенный морской ангел
Вид: Squatina africana — Африканская скватина, или африканский морской ангел
Вид: Squatina albipunctata
Вид: Squatina argentina — Аргентинская скватина
Вид: Squatina armata — Перуанская скватина, или перуанский морской ангел
Вид: Squatina australis — Австралийская скватина
Вид: Squatina caillieti
Вид: Squatina californica — Калифорнийская скватина
Вид: Squatina dumeril — Американская скватина, или американский морской ангел
Вид: Squatina formosa — Тайваньская скватина
Вид: Squatina guggenheim
Вид: Squatina heteroptera
Вид: Squatina japonica — Японская скватина, или японский морской ангел
Вид: Squatina legnota
Вид: Squatina mexicana
Вид: Squatina nebulosa — Темный морской ангел
Вид: Squatina occulta
Вид: Squatina oculata — Глазчатый морской ангел
Вид: Squatina pseudocellata
Вид: Squatina punctata
Вид: Squatina squatina — Европейская скватина, или европейский морской ангел
Вид: Squatina tergocellata — Южноавстралийская глазчатая скватина
Вид: Squatina tergocellatoides — Тайваньская глазчатая скватина